# 檮杌閑評
《檮杌閑評》（檮杌/táo wù、喻為惡人），全稱《檮杌閑評全傳》，又名《檮杌閑評明珠緣》、《明珠緣》。凡五十卷五十回（清木刻本），作者不詳。是明末一部揭露宦官魏忠賢的明代白話長篇歷史小說，古典時事小說。

## 作者考證
本書「不題撰人」。現代多數學者認為作者為李清（1602年—1683年），字映碧，又字心水，晚號天一居士。南直隸興化（江蘇興北）人，明天啓元年（1621年）舉人，崇禎四年（1631年）進士，明亡不仕。書中所敘之事，最晚者為明崇禎三年（1630年），成書約在明末。刊刻年代當在清朝康熙、雍正年間。